# 4131 Stasik
4131 Stasik (1988 DR4) là một tiểu hành tinh vành đai chính được phát hiện ngày 23 tháng 2 năm 1988 bởi A. J. Noymer ở Siding Spring.